# 傅超華
傅超華（英文名：Tomi，1968年11月21日—），信樂團鍵盤手。2002年加入「信樂團」 至今。在加入信樂團之前，他曾經于1998年創立台灣第一支電子搖滾樂團『EDITEC』，當年單曲『毀滅』被網友風狂下載2萬多次。1999年被滾石風雲注意並簽約，簽約於滾石風雲。但因專輯曲風太過前衛，在沒有任何宣傳的情況下，並未受到很多人的關注。後來與滾石風雲解約後，加入了「信樂團」。
2007年歷經主唱信單飛，與樂團其它成員前往北京海選新主唱，2010年即在中國大陸發展至今。

## 主要作品
天亮以後說分手、帶刺的蝴蝶、大驚小怪、我話事、Fallen Angel、無可救藥愛上你、回不去了、情殤

## 個人經歷
- 1990~ 1992

與香港創作歌手梅少祈合組創作樂團『東方人』
- 1992-1994

加入香港搖滾樂團『CRYSTAL ZONE』水晶謎，並與台灣魔岩簽約
- 1994~1998

與台灣搖滾前輩『愛突擊』樂團主唱阿威合組『POWER 11』於台灣省各大 Live Pub 演唱
與台灣暢銷專輯女歌手張淘淘合組『橡皮筋樂團』於台灣省各大PUB演唱
- 1998

組成台灣第一支電子搖滾樂團『EDITEC』電輯器， 由於創作歌曲"毀滅”在滾石可樂網被下載超過兩萬多次而備受唱片公司矚目
- 1999

『EDITEC』簽約於亞洲滾石唱片公司所屬的風雲唱片，於2000年底發行了首張創作專輯"Freeway"
- 1999~2000

擔任蘇慧倫『Our Band』鍵盤手
- 2000~2001

擔任孫燕姿演唱會鍵盤手
- 2006年

蕭淑慎『Shout795』個人EP擔任作曲、編曲與製作
- 2002~至今

信樂團鍵盤手
- 2016年3月

與信樂團團員曉華分別以個人身分合作，單飛不解散，發行單曲"勇闖新境界"
- 2016年5月

以超音界身分，發行個人創作『超音界』同名專輯
- 2017年7月

受邀參與台北搖滾世大運共演歌曲「I am Here」鍵盤編寫與製作

## 錄音專輯作品
| 專輯名稱                  | 發行日期                                              | 發行公司 | 備註                                   |
| ------------------------- | ----------------------------------------------------- | -------- | -------------------------------------- |
| EDITEC首張專輯『Freeway』 | 2001年1月1日                                          | 滾石風雲 | 台灣第一支電子搖滾樂團『EDITEC』電輯器 |
| 信樂團同名專輯            | 2002年5月17日                                         | 艾迴唱片 |                                        |
| 天高地厚                  | 2003年5月17日                                         | 艾迴唱片 |                                        |
| 海闊天空                  | 2004年4月27日                                         | 艾迴唱片 |                                        |
| 挑信（新歌＋精選          | 2004年12月3日                                         | 艾迴唱片 |                                        |
| 就是唯一                  | 2011年10月16日(中國&香港發行)2011年12月30日(台灣發行) | 擎天娛樂 | 專輯中《情殤》被選為步步驚心-片頭曲    |
| 『超音界』同名專輯        | 2016年5月                                             | 數位發行 | 首度自己創作發聲                       |

## 演唱會專輯/單曲
| 名稱                   | 發行日期      | 備註                       |
| ---------------------- | ------------- | -------------------------- |
| 《One Night@火星》     | 2006年4月14日 | （演唱會實況2CD）          |
| 《One Night@火星》     | 2006年5月17日 | （演唱會實況DVD）          |
| 《不死心還在》（單曲） | 2008年2月1日  | （with動力火車）           |
| 《原來》               | 2010年3月     | 後來收錄在就是唯一專輯     |
| 《任我闖》             | 2013年9月     | 海峽菁英籃球挑戰賽代言歌曲 |
| 《織女星》             | 2014年8月     | 電視劇《金玉良緣》插曲     |

## 歷年作品
| 歌名               | 備註                                                   |
| ------------------ | ------------------------------------------------------ |
| 大驚小怪           | 收錄在天高地厚                                         |
| Fallen Angel       | 收錄在海闊天空                                         |
| 天亮以後說分手     | 收錄在海闊天空                                         |
| 無可救藥愛上你     | 收錄在海闊天空                                         |
| 帶刺的蝴蝶         | 收錄在挑信                                             |
| 不死心還在         | 單曲                                                   |
| 永不放棄           | 單曲                                                   |
| 回不去了           | 收錄在就是唯一                                         |
| 情殤               | 收錄在就是唯一                                         |
| 預知愛別離         | 收錄在就是唯一                                         |
| Racing in my blood | 收錄在就是唯一                                         |
| 長生咒             | 收錄在就是唯一                                         |
| 任我闖             | 單曲                                                   |
| 解放情人           | 收錄在蕭淑慎《Shout 795 》EP                           |
| 地平線             | 收錄在蕭淑慎《Shout 795 》EP                           |
| 擦身而過           | 收錄在蕭淑慎《Shout 795 》EP                           |
| 勇闖新境界         | 單曲                                                   |
| 原始遊戲           | 收錄在超音界同名專輯                                   |
| 蒙娜麗莎           | 收錄在超音界同名專輯                                   |
| 我話事             | 收錄在超音界同名專輯                                   |
| 尼特族             | 收錄在超音界同名專輯                                   |
| 最後21克           | 收錄在超音界同名專輯                                   |
| 不改死性           | 收錄在超音界同名專輯                                   |
| 裙下               | 超音界 (SuperTomic Sound) feat. 夏琳恩 (Charlene) 單曲 |

### 戲劇作品
- 《死了都要愛》主演
- 《海豚灣戀人》客串
- 《西街少年》Chris、Tomi和信客串
- 《琴定台中》參與演出

## 相關報導
- 信樂團媒體介紹 （页面存档备份，存于）
- 信樂團中國覓主唱再創錢途 （页面存档备份，存于）
- 信樂團的故事--死了都要愛
- 「信」當年離開「信樂團」 （页面存档备份，存于）
- 信樂團團員回應"阿信單飛"聲明稿...by黃邁可/傅超華/劉曉華 （页面存档备份，存于）
- 加入信樂團之前的他們 （页面存档备份，存于）
- Tomi早期加入的水晶謎樂團 （页面存档备份，存于）
- 信樂團鍵盤手 Tomi 另起爐灶
- 信樂團Tomi發行個人專輯 （页面存档备份，存于）